# Sheriff (videojuego)
Sheriff, también conocido como Bandido, es un videojuego de arcade del género de disparos desarrollado por Nintendo en 1979 para la plataforma de máquinas recreativas. Se considera el primer juego original de Nintendo y uno de los pioneros en la mecánica de juego de disparos en un entorno abierto, estableciendo un estándar que influiría en futuros desarrollos dentro de la industria de los videojuegos.

## Argumento
En Sheriff, el jugador asume el papel de Mr. Jack, un vaquero cuyo objetivo es rescatar a su prometida, Betty, de una banda de criminales. La narrativa del juego se desarrolla a medida que el jugador enfrenta a los bandidos armados, introduciendo una mecánica de historia que fue innovadora para la época. Este enfoque narrativo sentó las bases para la inclusión de historias en los videojuegos, una característica que se volvería común en futuros desarrollos. A medida que avanza el juego, los enemigos se vuelven más rápidos y agresivos, lo que aumenta la dificultad y la emoción del juego, creando un ambiente dinámico que desafía las habilidades del jugador.

### Personajes
Los personajes principales de Sheriff son:
- Mr. Jack: El protagonista que intenta salvar a su prometida, Betty.
- Betty: La prometida de Mr. Jack, que necesita ser rescatada.

Aunque los personajes son simples, su diseño y la mecánica de juego los convierten en elementos memorables dentro de la experiencia del videojuego.

## Jugabilidad
La jugabilidad de Sheriff se distingue por su innovador sistema de control, que utiliza una palanca de mando de ocho direcciones y una perilla rotativa que permite disparar en diversas direcciones. El jugador debe moverse y esquivar las balas disparadas por los enemigos, introduciendo un nuevo nivel de interactividad en los videojuegos de disparos de su tiempo. Este enfoque mecánico fue una de las características que hicieron de Sheriff un título influyente en el diseño de juegos posteriores. El juego puede ser jugado por hasta dos personas de forma alternada, lo que añade un aspecto social al arcade.

### Sistema de juego
El sistema de juego se caracteriza por su dinamismo. Los bandidos aparecen en varias direcciones y se desplazan en patrones que aumentan en complejidad conforme avanza el juego. Además, la velocidad de los enemigos incrementa con el tiempo, desafiando la destreza del jugador y añadiendo un sentido de urgencia a la partida.

## Desarrollo

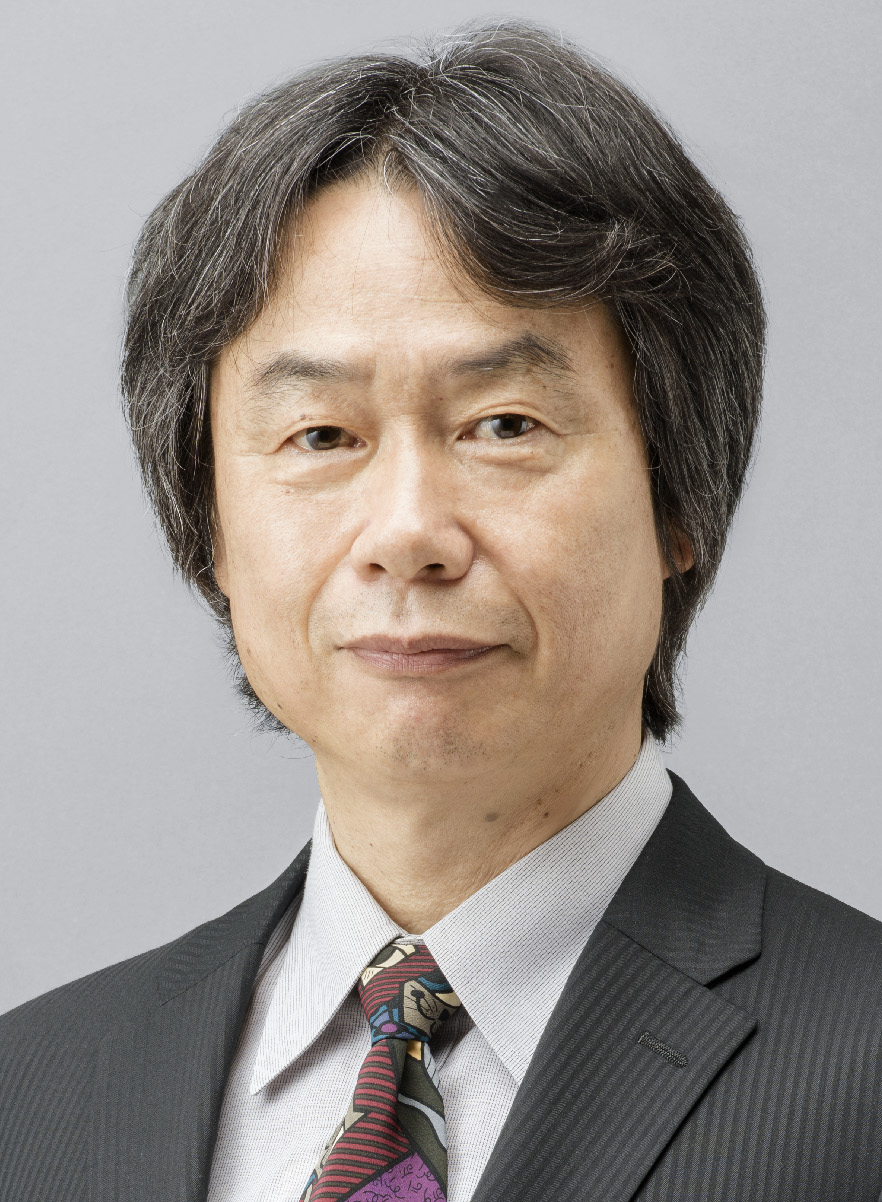
Shigeru Miyamoto, quien años después sería considerado como «el padre de los videojuegos modernos», estuvo a cargo del arte de Sheriff.

El desarrollo de Sheriff estuvo marcado por la colaboración entre Nintendo e Ikegami Tsushinki, compañía que ayudó en la creación de varios juegos de arcade en ese tiempo. Este título fue diseñado por Genyo Takeda, con arte de Shigeru Miyamoto, quien también estuvo a cargo de su desarrollo. La unión de estas fuerzas creativas fue crucial para la evolución de la empresa en el ámbito de los videojuegos. A pesar de su éxito en Japón, Sheriff fue licenciado bajo el nombre de Bandido por Exidy en Estados Unidos, lo que contribuyó a su rareza en el mercado estadounidense.

## Presentación
Sheriff fue presentado por primera vez en octubre de 1979, destacándose en eventos de videojuegos y ferias comerciales. Su diseño estético fue pensado para atraer a los jugadores, con gráficos vibrantes y un estilo que imitaba la cultura del viejo Oeste. La máquina arcade fue fabricada con un monitor de color único y un panel de control llamativo, lo que contribuyó a su éxito inicial en los salones recreativos. Aunque no tuvo un reconocimiento masivo en su lanzamiento, se considera un avance significativo en el diseño de videojuegos, ayudando a establecer la reputación de Nintendo como desarrollador innovador.

## Recepción y crítica
La recepción de Sheriff fue positiva en Japón y Estados Unidos, donde dejó una impresión duradera entre los aficionados a Nintendo. Sin embargo, el juego no alcanzó la misma notoriedad que otros títulos de la compañía. La crítica ha elogiado la forma en que el juego combina el desafío de los disparos con la estrategia necesaria para tomar en cuenta múltiples enemigos. A pesar de esto, se menciona que su control único y su jugabilidad lo han hecho difícil de emular, generando un interés continuo entre coleccionistas y entusiastas del arcade. Los jugadores han calificado el juego con puntuaciones altas en diversas categorías, como diversión y jugabilidad, reflejando su atractivo duradero en la comunidad de arcade.